# JB・ブラン
JB・ブラン（J. B. Blanc、Jean-Benoit Blanc、1969年2月13日 - ）は、フランスの俳優。

## 出演作品

### 映画・ドラマ
- アベンジャーズ コンフィデンシャル: ブラック・ウィドウ & パニッシャー
- バーン・ノーティス 元スパイの逆襲 シーズン7
- ブレイキング・バッド シーズン5
- VEGAS／ベガス
- ブレイキング・バッド シーズン4
- NIKITA／ニキータ シーズン1
- コールドケース7 ザ・ファイナル
- CSI:ニューヨーク6
- レイジング・ザ・バー 熱血弁護人 シーズン2
- crash クラッシュ シーズン1
- ザ・ユニット4 米軍極秘部隊
- トリスタンとイゾルデ
- NYPD BLUE ～ニューヨーク市警15分署 シーズン12
- モンテ・クリスト伯

### ゲーム
2008年
- ストリートファイターIV（エル・フォルテ[1])

2015年
- Team Fortress 2（サクストン・ヘイル[2]）

2016年
- タイタンフォール2（クーベン・ブリスク）

2019年
- Apex Legends（コースティック[3]）
- Apex Legends（クーベン・ブリスク）